# Агама кавказька
Агама кавказька (Laudakia caucasia) — вид ящірок родини агамових (Agamidae). Поширений у Західній і Центральній Азії. Мешканець гір і передгір'їв. Має 2 підвиди.

## Опис
Довжина тулуба сягає 15—16 см, хвоста — до 20—23 см. Самці трохи більше за самок. Тулуб і голова, а також заснування хвоста сильно плескаті. Пальці задньої лапи помітно стислі з боків, а четвертий палець на них довші за третій.

### Лускатий покрив
Луска тулуба різнорідна: уздовж хребта проходить доріжка з п'яти- або шестикутних, майже гладеньких або слабкоребристих лусок, які відрізняються від спинно-бокових не тільки формою, а й більшим розміром. Біля лап вони стають дрібніше і далі поступово переходять у дуже дрібні зернисті лусочки на шиї. Ззаду барабанної перетинки і з боків шиї є складки шкіри, вкриті збільшеними лусками. Луска хребта в кілька разів дрібніше верхньохвостової. Черевна луска чотирикутна, гладенька, розташована більш-менш правильними поперечними й косими поздовжніми рядками. Луски на горлі і на грудях гладенька, без реберець. Горлова складка добре виражена. Хвостова луска з тупими реберцями, які переходять у щільні, короткі шипи. Вона розташована правильними поперечними кільцями. У дорослих самців 3—5 рядків мозолястих пор перед клоакальной щілиною і велика група луски посередині черева.

### Забарвлення
Кольор спини оливково-сірий, брудно-бурий або попелясто-сірий з дрібними чорними або жовтуватими плямками, які утворюють складний мозаїчний малюнок. Забарвлення у значній мірі залежить від фону навколишнього ландшафту і від фізіологічного стану тварини. На світлих вапняних скелях агами зазвичай попелясто-сірі, тоді як у базальтових лавах бурі, часто майже чорні. У самок черево світле, рожево-кремове, а у самців — брудно-сіре, темно-оливкове посередині і перед клоакальной щілиною. Горло такого ж кольору, але з більш-менш вираженим мармуровим визерунком. У період парування горло, груди, передні кінцівки і почасти черево набувають яскраве червонувато-синю, майже чорне забарвлення. Хвіст у неясних поперечних смугах.

## Поширення
Кавказька агама поширена на Кавказі, Північно-Східній Туреччині, у північному Ірані, Іраку, Афганістані, північно-західному Пакистані та на півдні Центральної Азії.

## Місця проживання
Мешканець гірських ландшафтів, де дотримується головним чином скель, кам'янистих схилів з розріджені ксерофітного рослинністю і одиночних кам'янистих брил. У горах відомий до висоти 3370 м над рівнем моря. Іноді піднімається на кущі та дерева в пошуках їжі і притулків. Ховається у тріщинах, вимоїнах і поглибленнях в скелях, між камінням і рідше — норах. Улюбленими місцями проживання є старі споруди і напівзруйновані фортеці. 

## Особливості біології

### Активність
Агами активні вдень. Залежно від температури навесні і восени агами зустрічаються тільки в середині дня, а в жаркіші літні дні для них характерні два типи циклу активності: ранковий і вечірній. 
Зимують у тріщинах скель, урвищах та ущелинах, під камінням на глибині 5—45 см, іноді групами до 35 особин. В одному зимівельних притулок можуть перебувати різновікові тварини, молоді і дорослі ящірки при цьому перебувають окремо.

### Розмноження. Розвиток
Агама кавказька належить до яйцекладних плазунів. Розмножуватися починають на третьому році життя при довжині тулуба більше 10 см. Строки залежать від конкретних кліматичних умов року та місцевості, раніше за всіх починається спарювання у ящірок, що мешкають в нижніх поясах гір (у першій декаді березня), а масове парування у квітні—травні. Самець звичайно злучається з 2—3 самками, які постійно мешкають на його ділянці, утворюючи своєрідний «гарем». Відкладання яєць — від 5 до 14 — відбувається наприкінці травня — липні. Молоді агами розміром 3—4 см з'являються з кінця липня.

### Живлення
Живиться комахами, різними жуками, перетинчастокрилими, сарановими, лускокрилими, багатоніжками, павуками, дуже рідко дрібними хребетними тваринами, фалангами, квітами, м'якими пагонами і листям рослин, плодами глоду, ягодами жостеру та ожини.

## Систематика
Підвиди:
- Laudakia caucasia caucasia;
- Laudakia caucasia triannulata.

У 2012 році при ревізії роду Laudakia на основі морфологічних даних із нього був виділений рід Paralaudakia. До нового роду потрапила також агама кавказька, отримавши міжнародну біноміальну назву Paralaudakia caucasia, під якою цей вид занесений до Червоного списку МСОП (категорія: LC).